# Hilarimorphidae
Hilarimorphidae (лат.) — семейство насекомых из отряда двукрылых, подотряда короткоусых. Положение в системе отряда остается неясным - одни сближают семейство с жужжалами (Bombyliidae), другие - с шаровками (Acroceridae). Большинство видов встречаются в Неарктике.

## Описание
Мелкие мухи (1,8—5 мм) темной окраски в коротком опушении. Мухи встречаются среди прибрежноводных растений. Иногда, на открытых песчаных местах, образуются рои из тысяч особей. Образ жизни личинок неизвестен.

## Распространение
Современные представители семейства распространены только в Голарктике. В Европе встречается два вида: Hilarimorpha singularis и Hilarimorpha tristis. На юге российского Дальнего Востока обнаружен вид Hilarimorpha ussuriensis. В Японии обитает один вид Hilarimorpha nigra. Северной Америке отмечены 27 видов.

## Классификация
В семейство включают один современный род с 31 видом и один монотипный вымерший род:
- †Род Cretahilarimorpha Myskowiak, Azar & Nel, 2016
  - †Cretahilarimorpha lebanensis Myskowiak, Azar & Nel, 2016
- Род Hilarimorpha Schiner, 1860
  - Hilarimorpha abuta Webb, 1974
  - Hilarimorpha bumulla Webb, 1974
  - Hilarimorpha californica Webb, 1974
  - Hilarimorpha clavata Webb, 1974
  - Hilarimorpha cunata Webb, 1974
  - Hilarimorpha desta Webb, 1974
  - Hilarimorpha ditissa Webb, 1974
  - Hilarimorpha kena Webb, 1974
  - Hilarimorpha lamara Webb, 1974
  - Hilarimorpha lantha Webb, 1974
  - Hilarimorpha loisae Webb, 1974
  - Hilarimorpha mandana Webb, 1974
  - Hilarimorpha mentata Webb, 1974
  - Hilarimorpha mikii Williston, 1888
  - Hilarimorpha modesta Webb, 1974
  - Hilarimorpha nigra Saigusa, 1973
  - Hilarimorpha obscura Bigot, 1887
  - Hilarimorpha orientalis Frey, 1954
  - Hilarimorpha parva Webb, 1974
  - Hilarimorpha pitans Webb, 1974
  - Hilarimorpha punata Webb, 1974
  - Hilarimorpha pusilla Johnson, 1923
  - Hilarimorpha reparta Webb, 1974
  - Hilarimorpha rivara Webb, 1974
  - Hilarimorpha robertsoni Webb, 1974
  - Hilarimorpha sidora Webb, 1974
  - Hilarimorpha robertsoni Webb, 1974
  - Hilarimorpha singularis Schiner, 1860
  - Hilarimorpha stena Webb, 1974
  - Hilarimorpha tempa Webb, 1974
  - Hilarimorpha tristis Egger, 1860
  - Hilarimorpha ussuriensis Makarkin, 1990

## Палеонтология
Род Cretahilarimorpha описан по инклюзам ливанского янтаря в отложениях нижнего мела.